# MV 야라 버클랜드
MV 야라 버클랜드(MV Yara Birkeland)는 노르웨이의 헤뢰야(Herøya) 항구와 브레빅(Brevik) 항구 사이에 비료를 운반하는 자율적인 120 TEU 컨테이너선이다. 야라 버클랜드는 산업 현장 운영부터 항만 운영까지 다양한 기능을 갖추고 전 세계를 여행할 수 있는 완전 자율 선박에 대한 개념 증명 역할을 하도록 설계되었다.

## 구조
야라 버클랜드는 길이가 80m(260ft)이고 빔이 14.8m(49ft)이고 깊이가 12m(39ft)이다. 흘수는 6미터(20피트)이다. 두 개의 방위각 포드와 두 개의 터널 스러스터를 구동하는 전기 모터가 있다. 6.7MWh 정격 배터리가 전기 모터에 전력을 공급하여 최적 속도 6노트(11km/h), 최대 속도 10노트(19km/h)를 제공한다. 용량은 120TEU이다. 2,500만 달러(NOK2억 5천만)의 비용이 드는 이 선박은 마린 테크닉(Marin Teknikk)이 설계하고 항해 장비는 콩스베르그 마리타임(Kongsberg Maritime)이 사용했다. 노르웨이 정부는 2017년 9월 선박 건조 비용으로 총 비용의 약 3분의 1에 해당하는 1억 3,360만 NOK의 보조금을 지급했다.